# Ingemar Johansson
Jens Ingemar Johansson (22. září 1932 Göteborg – 30. ledna 2009 Onsala) byl švédský boxer.
Startoval na olympijských hrách 1952 v těžké váze; postoupil do finále, kde byl v zápase proti Američanovi Edu Sandersovi diskvalifikován pro pasivitu (byl vyloučen z turnaje a stříbrnou olympijskou medaili obdržel až v roce 1982).
V prosinci 1952 začal boxovat jako profesionál, v roce 1956 porazil Franca Cavicchiho a stal se mistrem Evropy v těžké váze. Jako vyzyvatel nastoupil 26. června 1959 v New Yorku proti domácímu Floydu Pattersonovi v zápase o titul mistra světa a nečekaně vyhrál technickým K. O. ve třetím kole. Za tento úspěch byl vyhlášen sportovcem roku podle Associated Press i Sports Illustrated a získal Hickok Belt pro nejlepšího profesionála roku jako jediný mimoamerický sportovec v historii této ceny.
20. června 1960 se konal odvetný zápas, ve kterém Patterson Johanssona knokautoval a získal mistrovský titul zpět. Byla to Švédova první porážka v profesionální kariéře. Vrátil se do Evropy, kde znovu získal titul kontinentálního šampióna a kariéru ukončil 21. dubna 1963 ve Stockholmu vítězstvím nad Brianem Londonem. Celkově jako profesionál vyhrál 26 zápasů (z toho 18 před limitem) a prohrál pouze dva.
Hrál v několika filmech, včetně amerického válečného All the Young Men. Po ukončení kariéry provozoval hotel a vyráběl i vlastní značku piva, do vysokého věku běhal maratóny. V anketě o nejlepšího švédského sportovce 20. století se umístil na třetím místě za Björnem Borgem a Ingemarem Stenmarkem, posmrtně mu byla v Göteborgu odhalena socha od Petera Lindeho.